# Michael Häupl
Michael Häupl (Altlengbach, Baixa Àustria, 14 de setembre de 1949) és un polític austríac del Partit Socialdemòcrata d'Àustria (SPÖ) i l'alcalde de Viena des del 7 de novembre de 1994 al maig de 2018.
Va estudiar biologia i zoologia a la Universitat de Viena. Va començar en política com a membre de la VSStÖ, l'organització juvenil de l'SPÖ, de la qual fou president entre 1975 i 1977. Abans d'arribar a l'alcaldia va ser regidor de la capital del país des de 1983 a 1988 i encarregat de medi ambient i esport de 1988 a 1994.
Al maig de 2018, va passar el relleu del càrrec d'alcalde al seu company de partit Michael Ludwig.